# 拉帕努伊国王

1880年—1899年的拉帕努伊国旗

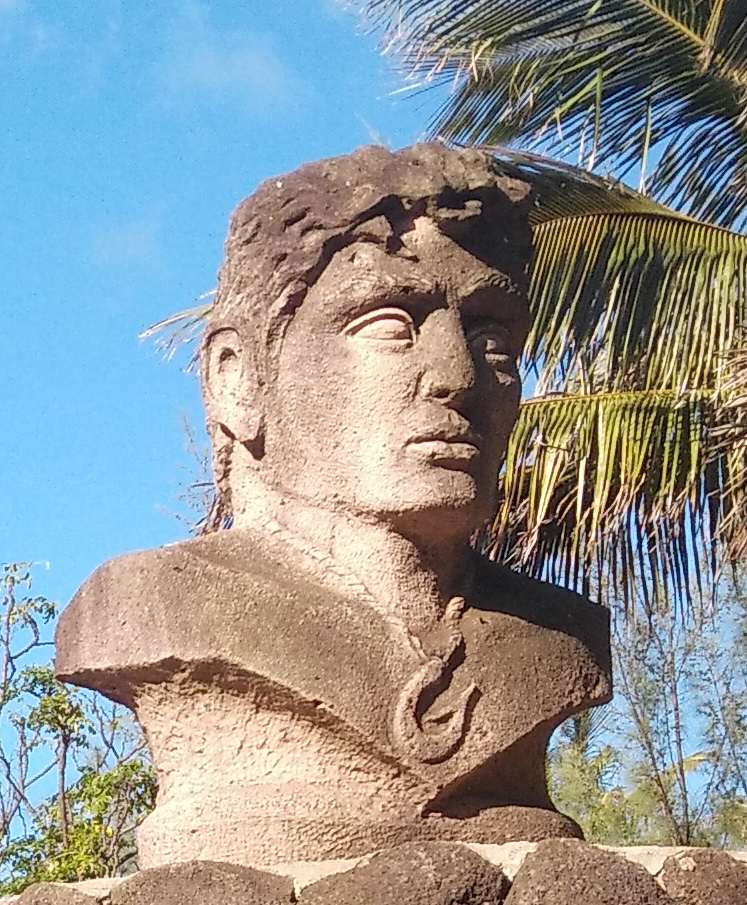
最后一位得到公认的拉帕努伊国王里罗·凯恩加（1892年—1899年在位）的雕像

拉帕努伊国王（西班牙語：Rey de Rapa Nui）是1888年拉帕努伊（复活节岛）成为智利保护国以前该岛的的统治者。
传说拉帕努伊的第一位首领是霍图·马图阿，他的到来可以追溯到4世纪、6世纪或9世纪。传说讲述他是一个生活在玛拉埃·伦加的部落首领。有人说玛拉埃·伦加存在于一个被称为“希瓦之地”的地方。一些书籍认为希瓦地区可能是马克萨斯群岛的一个区域，但现在，人们相信拉帕努伊居民的祖先可能居住在皮特凯恩-芒阿雷瓦文化交汇区。有些版本的故事称，内部冲突使霍图·马图阿与他的部落航行至新土地，而其他版本则说自然灾害（可能是海啸）导致部落逃离家乡。尽管这些故事存在差异，但它们在以下部分是一致的：一个名叫豪马卡的祭司在一个晚上出现在霍图·马图阿的梦中。祭司飞向海洋，发现了一座岛屿，并将其命名为“地球的中心”。霍图·马图阿派出7名探险者，怀抱着他的梦想，等待探险者的归来。经过用餐、种植山药和休息后，7名探险者回家报告好消息。霍图·马图阿带着一大批船员、他的家人以及在新土地上生存所需的一切，乘坐一艘巨大的双体船划向“地球的中心”，并在拉帕努伊的阿纳基纳海滩上登陆。后来，阿纳基纳成为拉帕努伊的礼仪中心，岛民们在这里宣读朗戈朗戈上的文字。
1888年，拉帕努伊成为智利保护国。1902年，智利完全吞并拉帕努伊。